# 南京铁道职业技术学院
南京铁道职业技术学院，简称“南铁院”，是主校区位于江苏省南京市的一所公立全日制普通专科学校。

## 历史
- 1941年，建立南京特别市立第一职业中学。
- 1945年，更名南京市立第一职业学校。
- 1947年，更名南京市立商业职业学校。
- 1950年，更名南京市财经学校。
- 1953年，院系调整为南京工业会计统计学校。
- 1955年，更名南京铁路运输学校，隶属铁道部。
- 1958年，扩建，更名南京铁道学院。
- 1959年，恢复南京铁路运输学校。
- 2002年6月，升格，更名为南京铁道职业技术学院。
- 2004年，由铁道部划转江苏省。
- 2007年8月，苏州机电高等职业技术学校并入。
- 2012年2月，南京铁道职业技术学院苏州校区（原苏州机电高等职业技术学校）并入苏州大学，脱离南京铁道职业技术学院

## 教学院系设置
- 运输管理学院
- 通信信号学院
- 机车车辆学院
- 供电与工程学院
- 财经与物流管理学院
- 建筑与艺术设计学院
- 智能工程学院